# Austronaut (Suchmaschine)
Austronaut war eine österreichische Websuchmaschine, die 1997 vom Unternehmer Walter Karban gegründet wurde. Sie erreichte in den ersten Jahren ihres Bestehens einen hohen Bekanntheitsgrad bei österreichischen Internetnutzern, konnte auf längere Sicht jedoch nicht gegen den späteren Marktführer Google bestehen.
Karban kooperierte mit der bereits bestehenden Suchmaschine AltaVista. Noch im Februar 2000, einen Monat vor dem Platzen der Dotcom-Blase, war mithilfe von Geldgebern eine Expansion nach Osteuropa sowie ein Börsengang in Planung. 2003 erfolgte eine Übernahme durch das steirische Unternehmen Tell-a-vision. Die klassische Websuche war bis Anfang der 2010er Jahre nutzbar.
2016 wurde Austronaut von einem neuen Eigentümer als Suchmaschine für Tarife, Gutscheine und Aktionen neu gestartet. Eine allgemeine Websuche ist nicht mehr möglich.